# تیاگو سیلوا (بازیکن فوتبال، زاده ۱۹۹۳)
تیاگو سیلوا (انگلیسی: Tiago Silva؛ زادهٔ ۲ ژوئن ۱۹۹۳) بازیکن فوتبال اهل پرتغال است.
از باشگاه‌هایی که در آن بازی کرده‌است می‌توان به باشگاه فوتبال بلننسس اشاره کرد.
وی همچنین در تیم‌های ملی فوتبال زیر ۲۰ سال پرتغال، زیر ۲۱ سال پرتغال، و زیر ۲۳ سال پرتغال بازی کرده‌است.